# Ectropothecium immundum
Ectropothecium immundum là một loài Rêu trong họ Hypnaceae. Loài này được Renauld mô tả khoa học đầu tiên năm 1909.